# Palicourea perquadrangularis
Palicourea perquadrangularis är en måreväxtart som beskrevs av Herbert Fuller Wernham. Palicourea perquadrangularis ingår i släktet Palicourea och familjen måreväxter. Inga underarter finns listade i Catalogue of Life.